# Eudyptes
Rod Eudyptes je jeden ze šesti uznávaných rodů tučňáků z čeledi tučňákovití (Spheniscidae). Byl popsán francouzským ornitologem Louisem Jeanem Pierrem Vieillotem v roce 1816. Název je odvozen ze starořeckých slov eu („dobrý") a dyptes („potápěč“). Řadí se do něho čtyři až sedm druhů v závislosti na autoritě. Jsou to černobílí ptáci od ostatních tučňáků odlišní výrazným peřím na hlavě – mají oranžovožlutou chocholku. Kromě toho také ostrými červenými duhovkami a robustním zobákem. Vyskytují se zejména na subantarktických ostrovech v Jižním oceánu (hlavně kolem Nového Zélandu a na okolních ostrovech). Hadoram Shirihai ve své publikaci z roku 2002 zmiňuje, že tento rod tvoří asi 45 % světové populace tučňáků.
Jsou to houževnatí tučňáci, kteří hnízdí na strmých skalnatých útesech a v obrovských koloniích (v jedné se může nacházet až 1 000 000 jedinců). Jednotlivé páry se nacházejí těsně vedle sebe (až tři páry na jeden metr čtvereční) a často tak tučňáci svádějí souboje o místo k zahnízdění. Samice snášejí obvykle dvě vejce ale vychovají zpravidla jen jediné mládě. Zástupci tohoto rodu jsou známí tím, že první snesená vejce bývají o více než polovinu menší, nežli druhé.
Mitochondriální a jaderné DNA naznačují, že „chocholatí“ tučňáci se oddělili od předků svého nejbližšího žijícího příbuzného tučňáka žlutookého v polovině miocénu asi před 15 miliony lety.

## Přehled druhů
Do rodu Eudyptes ze řadí tyto druhy a případně poddruhy:
- tučňák novozélandský (Eudyptes pachyrhynchus)
- tučňák snarský (Eudyptes robustus) – považován též za poddruh tučňáka novozélandského (Eudyptes pachyrhynchus robustus)
- tučňák chocholatý (Eudyptes sclateri)
- tučňák skalní (Eudyptes chrysocome)
  - Eudyptes chrysocome filholi
  - Eudyptes chrysocome chrysocome
- Eudyptes moseleyi – původně považovaný za další poddruh tučňák skalního (Eudyptes chrysocome moseleyi)
- tučňák královský (Eudyptes schlegeli) – považován též za poddruh (případně polymorfní „odnož") tučňáka žlutorohého. Na rozdíl od svých příbuzných má jako jediný bílé tváře.
- tučňák žlutorohý (Eudyptes chrysolophus) – nejpočetnější zástupce (k roku 2013 dle IUCN / BirdLife International odhadem 12 600 000 dospělých jedinců)
- † Eudyptes warhami – vyhynulý endemický druh z Chathamských ostrovů popsaný v roce 2019. Pravděpodobně byl vyhuben krátce poté, co ostrovy obsadil člověk (Polynésané) asi před 450 lety.